# 諫早インターチェンジ
諫早インターチェンジ（いさはやインターチェンジ）は、長崎県諫早市にある長崎自動車道のインターチェンジである。島原道路とのジャンクションの機能を兼ねる。諫早市街のほか島原市・雲仙岳・雲仙温泉・小浜温泉方面へ向かう場合に便利である。なお、長崎道は一般道から本IC経由でアクセス可能だが、島原道路は長崎道とのみ接続し、一般道へは出入りできない。本項では併設するバス停留所である諫早バスストップ（いさはやバスストップ）についても記述する。
一部の標識では略字表記である「諌早」が使われている。
西日本高速道路九州支社長崎高速道路事務所が併設されている。
佐賀県内区間と長崎県内区間が直結する前は、長崎自動車道という名称に対して佐賀県側の反発が強く、同県内区間では法定路線名の九州横断自動車道を使用していた関係から、IC番号が設定されていなかった。

## 道路
- E34 長崎自動車道（10番）
- 島原道路

## 接続する道路
- 国道34号
- 国道207号
- 島原道路

## 料金所
ブース数：8

### 入口
- ブース数：3
  - ETC専用：２
  - 一般：１

### 出口
- ブース数：5
  - ETC専用：1
  - 一般(1ブースのみ自動精算機)：4

## 周辺
- 長崎日本大学中学校・高等学校
- 創成館高等学校
- JR九州西諫早駅
- 諫早トラックステーション
- 諫早中核工業団地
- 長崎県立西陵高等学校
- ホテルルートイン諫早インターチェンジ

## 諫早バスストップ
諫早バスストップ（いさはやバスストップ）は、諫早インターチェンジに併設されたバス停留所である。バス事業者間では、諫早インター（いさはやインター）という名称が使われており、一般的にはこの通称名で呼ばれている。バス停留所は国道34号（長崎方面）に面したところにあるため、ここに停車するバスは一旦本線車道から外れてランプウェイを通り料金所を出ることになる。バス停に入る際は国道上ではなくランプウェイ脇の専用道路を通る構造になっており、諫早インターチェンジより高速道路に出入りする「島原号」は停車できない。
長崎市内発着の各高速バスが停車するが、「九州号」を除き長崎行きへの乗車・長崎発からの降車は出来ない。

### 停車する系統
| 路線愛称             | 運行会社                                  | 方面 |
| -------------------- | ----------------------------------------- | --- |
| 長崎空港リムジンバス | 長崎県交通局                              | 長崎空港 |
| 九州号               | 九州急行バス                              | 長崎行き：長崎（昭和町・平和公園・長崎駅） 福岡行き：嬉野温泉（嬉野BC）・高速基山・福岡空港・福岡（天神高速BT・博多BT） |
| ユタカライナー       | ユタカ交通                                | 福岡（HEARTS BS博多）                                                                                                   |
| 出島号               | 長崎県交通局                              | 高速基山・北九州（引野口・小倉駅前・砂津）                                                                              |
| りんどう号           | 長崎県交通局 九州産交バス                 | 熊本（桜町BT・熊本駅・西部車庫）                                                                                        |
| サンライト号         | 長崎県交通局 長崎自動車 大分交通 大分バス | 高速甘木・別府北浜・大分（トキハ前・大分新川）                                                                          |
| ブルーロマン号       | 長崎県交通局 宮崎交通                     | 宮崎（宮交シティ・宮崎駅前BC）                                                                                          |
| オランダ号           | 近鉄バス                                  | 神戸（三宮駅）・大阪（USJ・なんばOCAT・大阪駅）・京都（京都駅八条口）                                                   |
| ユタカライナー       | ユタカ交通                                | 神戸（三宮）・大阪（梅田）・京都（京都駅八条口）                                                                        |
| 長崎～佐世保線       | 長崎県交通局 西肥自動車                   | 波佐見有田IC・佐世保・佐々                                                                                              |

### のりかえ
- 長崎県交通局「貝津団地入口」バス停（約400m）

## 隣
E34 長崎自動車道
(11) 長崎多良見IC - (10) 諫早IC/BS - 今村PA（上り線のみ） - (9-1)木場PA/BS/スマートIC（PAは下り線のみ） - (9) 大村IC/BS
島原道路（諫早外環状線）
諫早IC - 小船越IC